# Solange et les Vivants
Pour plus de détails, voir Fiche technique et Distribution.
Solange et les Vivants est un film français réalisé par Ina Mihalache, sorti en 2016.
Premier long-métrage de son auteur, le film se veut prequel de l'aventure sur Internet de Solange, personnage inventé et incarné par Ina Mihalache à travers sa chaîne YouTube SolangeTeParle. Il retrace donc la vie de Solange, jeune femme inadaptée socialement. Une grande partie du film est tournée dans l'appartement de la réalisatrice, également scénariste, et contient quelques extraits de ses vidéos YouTube.

## Synopsis
Solange est une jeune parisienne solitaire qui gagne sa vie en transcrivant des conférences universitaires. Devenue subitement sujette à l'évanouissement après avoir refusé d'ouvrir sa porte à un livreur insistant, elle bénéficiera de l'attention de diverses personnes qui se relaient auprès d'elle pour ne plus la laisser seule : le propriétaire de son appartement, une jeune maman, une journaliste, son ancien petit ami, etc.

## Fiche technique
Sauf indication contraire, les informations mentionnées dans cette section peuvent être confirmées par la base de données cinématographiques IMDb,  présente dans la section « Liens externes ».

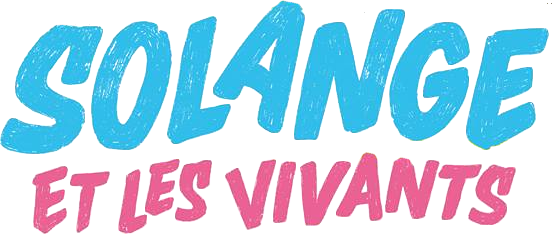
Logotype du film.

- Titre original : Solange et les vivants
- Réalisation : Ina Mihalache
- Scénario : Ina Mihalache
- Montage : Olivier L. Brunet
- Costumes : Carole Gehendges
- Photographie : Nils Ruinet
- Son : Remi Durel, Jean-Christophe Lion, Victor Loeillet et Julie Tribout
- Musique : Tahiti Boy (David Sztanke)
- Production : Julien Amiard, Rémi Barbot, Manuel Beard, Priscilla Bertin, Benjamin Delaux, Cécile Duffau, Remi Durel, Elisa Larrière, Judith Nora et Julie Tribout
- Sociétés de production : Silex Films, Studio Obsidienne, Firm Studio et Uproduction
- Sociétés de distribution : Wide (France), K-Films Amérique (Canada)
- Budget : 13 242 €[2] (financement participatif)
- Pays d'origine :  France
- Format : couleur
- Genre : comédie
- Durée : 67 minutes
- Dates de sortie : 
  -  France : 9 mars 2016
  -  Canada : 4 novembre 2016
  - Vidéo à la demande : 12 juillet 2016

## Distribution
- Ina Mihalache : Solange

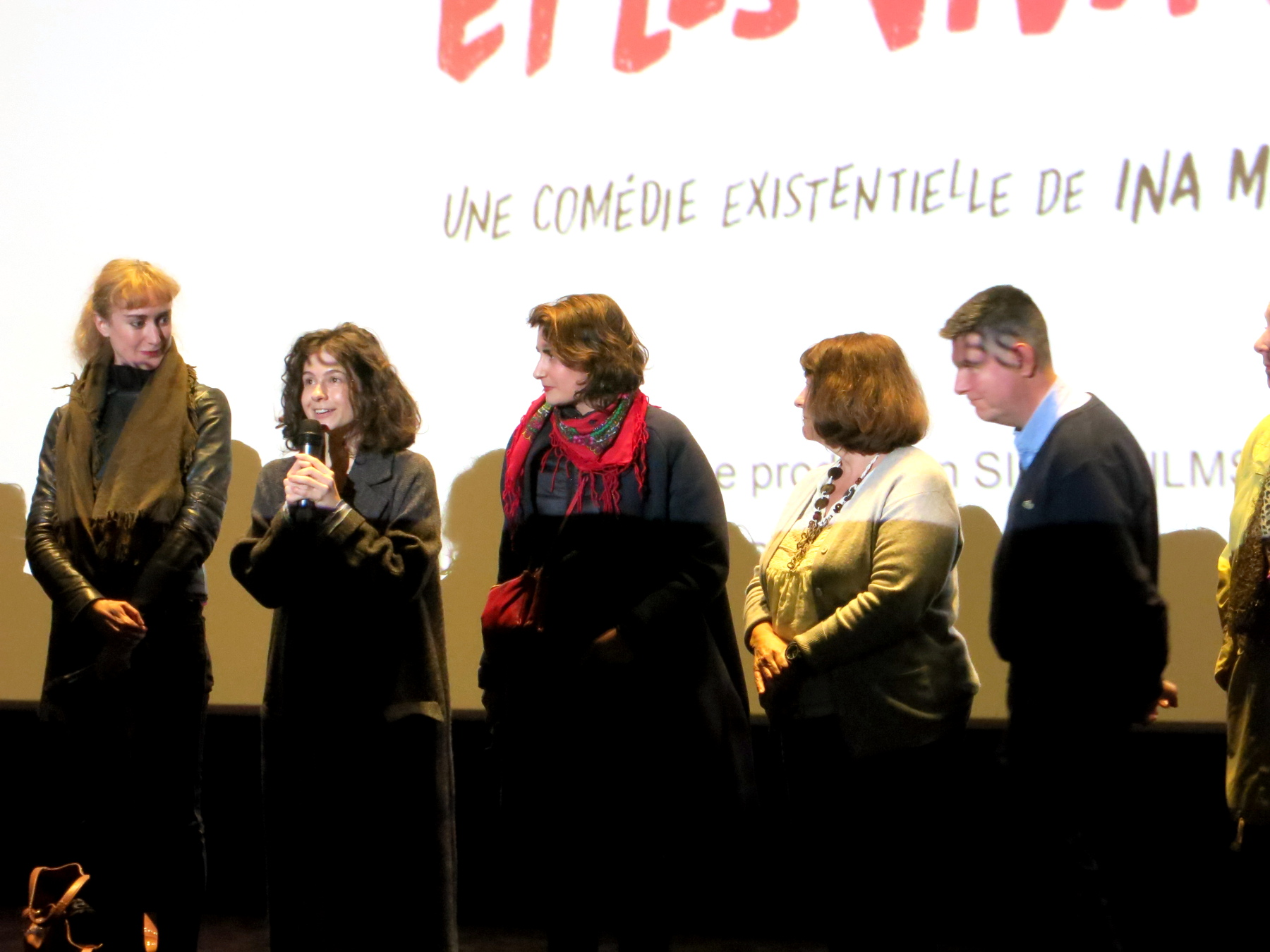
Avant-première de Solange et les vivants proposée aux crowdfunders en présence d'Ina Mihalache. Cinéma étoile Lilas, Paris.

- Francis Van Litsenborgh : le propriétaire
- Charline Vanhoenacker : l'ex belle-sœur
- Pierre Siankowski : le livreur
- Christian Henrard : l'ancien amant
- Doris Duguay : la mère de Solange
- Dimitru Mihalache : le père de Solange
- Aglaé Dufresne : la femme nue
- Jean-Paul Lacaze : le fan
- Florence Porcel